# Guglielmo Ghislandi
Guglielmo Ghislandi (Breno, 15 agosto 1877 – Brescia, 3 marzo 1965) è stato un politico italiano, esponente del Partito Socialista Italiano originario della Val Camonica.

## Biografia
Fu  Sindaco di Brescia subito dopo la Liberazione (1945 - 1948) e Sindaco di Breno.
Ferito e mutilato durante la Prima guerra mondiale, fondò in Valle Camonica la Sezione mutilati e invalidi di guerra e fu membro del Comitato centrale della stessa associazione. Fu anche sindaco di Breno e consigliere provinciale. Eletto deputato nel 1919, coi voti degli ex combattenti, Ghislandi nel 1921 aderì al PSI. Antifascista attivo, nel 1926 fu radiato dall'Albo degli avvocati e nello stesso anno, dopo la promulgazione delle leggi eccezionali fasciste, fu confinato per due anni nel Potentino e gli fu poi intimato di tenersi lontano dal Bresciano. Ma nel 1943 l'avvocato torna al Nord e, nel periodo della clandestinità, assolve all'incarico di segretario della Federazione socialista di Milano e, nel marzo 1944, è membro della Direzione del PSIUP per l'Alta Italia. Nell'agosto dello stesso anno l'arresto di Ghislandi. I fascisti della banda Koch lo rinchiudono a "Villa Triste" e poi nel carcere di San Vittore. Quando torna in libertà, Ghislandi raggiunge la Val d'Ossola e si unisce alle formazioni partigiane. Dopo la Liberazione, l'avvocato socialista è designato dal CLN sindaco di Brescia e fa poi parte dell'Assemblea Costituente. Deputato del PSI dalla I alla IV legislatura, nel 1964 Ghislandi aderisce al PSIUP e per questo partito è eletto consigliere provinciale. Deceduto durante lo svolgimento della carica di deputato, venne sostituito dal compagno di partito Gianni Savoldi.
A lui sono intitolati a Breno, oltre ad una piazza ed una scuola, un Circolo culturale, il Circolo culturale "Guglielmo Ghislandi" attivo dal 1979, sul quale campeggia una targa voluta dai socialisti unitari camuni.